# Ravatal

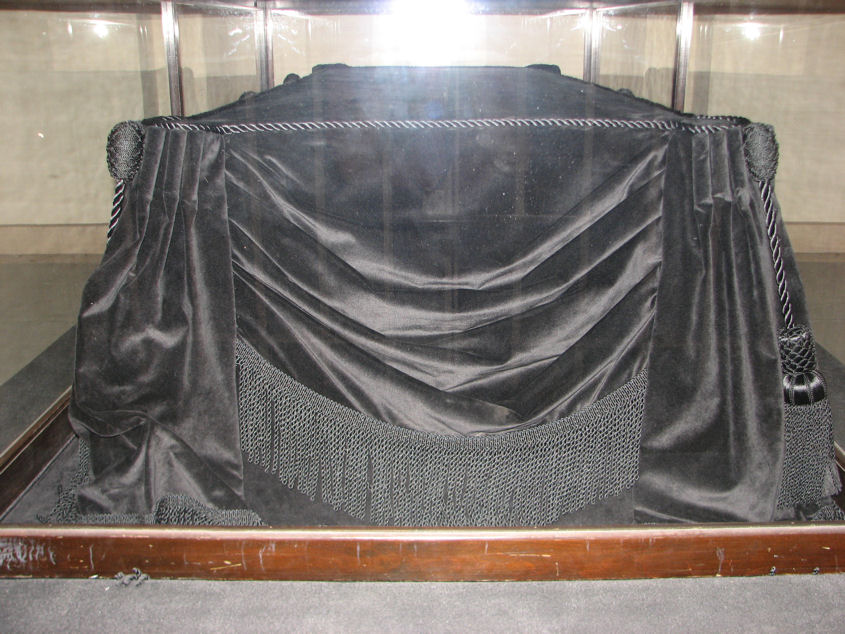
A Lincoln-katafalk az Egyesült Államok Capitoliumában

A ravatal, más néven katafalk (az olasz catafalcoból) egy olyan állvány, amelyre elhunyt uralkodóknak vagy más embereknek a koporsóját állítják közszemlére. A katafalkot rendszerint néhány lépcső hordja; az állvány maga fekete szövettel van bevonva, fölötte néha baldachinnal; rajta az elhunyt címerei, valamint egyéb jelképes ábrázolások, körülötte pedig égő kandeláberek, gyertyák stb. találhatók.